# Эффективный циркуляционный объём

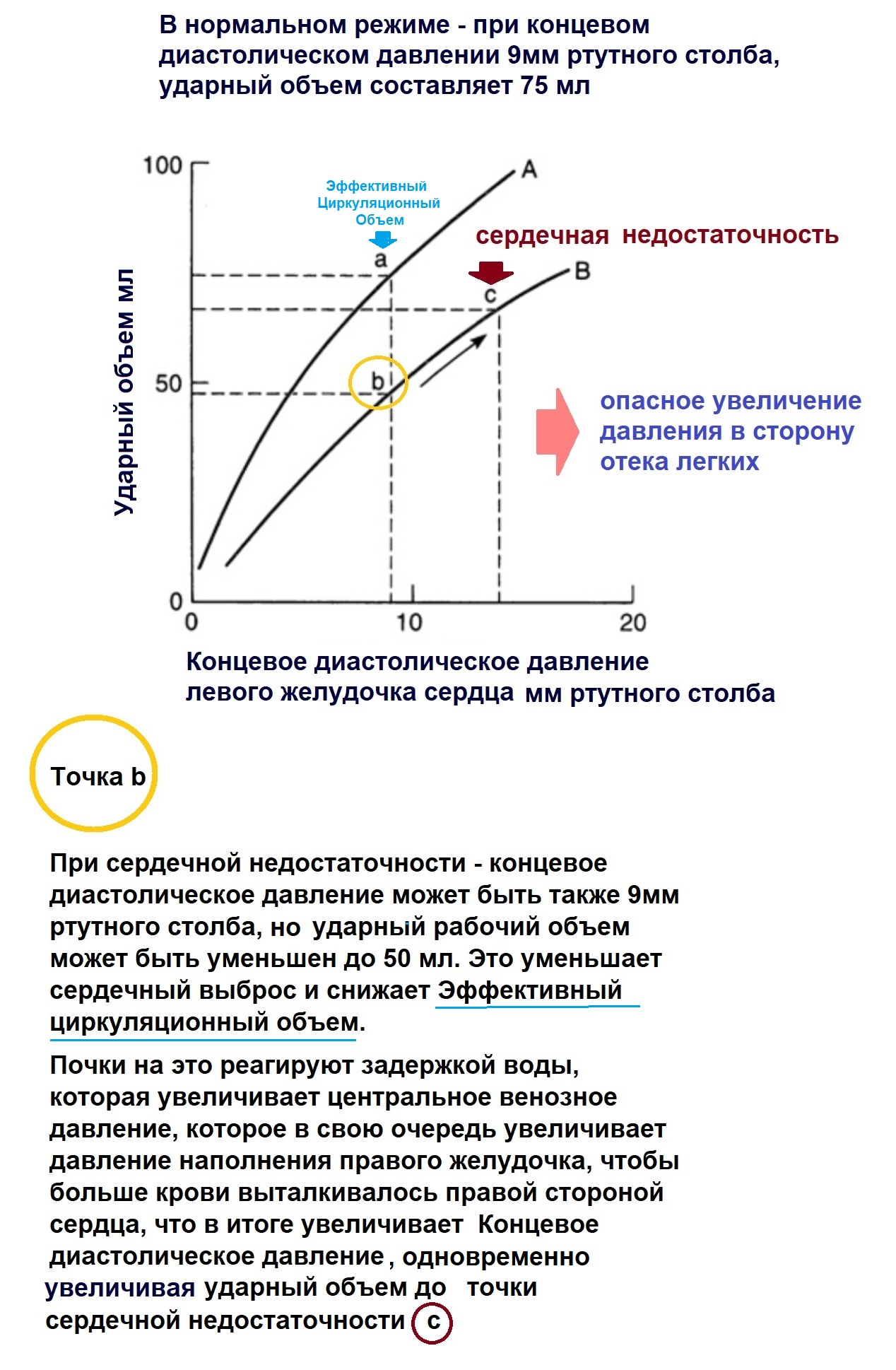
Эффективный циркуляционный объём,конечный диастолический объём и ударный объём

Эффективный циркуляционный объём — объём артериальной крови, необходимый для полноценного перфузионного кровоснабжения тканей. Отличается от простого циркуляционного объёма тем, что при хронической сердечной недостаточности циркуляционный объём может быть в норме или даже повышен, а эффективный циркуляционный объём может быть понижен.
Для почек снижение эффективного циркуляционного объема может иметь тот же эффект, что и гиповолемия — уменьшение объёма циркулирующей крови. Гиповолемия проявляется в неадекватном конечно-диастолическом давлении, что приводит к уменьшенному сердечному выбросу и снижению перфузии. Для почек пониженный эффективный циркуляционный объём означает задержку в получении хлорида натрия и воды. Такая задержка может привести к сердечной недостаточности.